# Molen Ter Sleepe
De Molen Ter Sleepe (ook wel Molen Ten Nieuwennest genoemd)  is een voormalige windmolen in de Vlaamse Ardennen in Nukerke (Maarkedal). De korenwindmolen werd rond 1795 opgericht door molenaar Devos aan de Weitsraat.  De huidige molen werd rond 1836 gebouwd ter vervanging van een houten staakmolen. De stenen grondzeiler kreeg vermoedelijk zijn naam omdat hij slecht draaide; de molen staat immers niet op een hoge heuveltop. De wieken verdwenen na een blikseminslag in 1938. Kunstenaar Piet Van Praet kocht en verbouwde de molen in 2000. Sinds 2006 is de Molen Ter Sleepe een vakantiewoning.

## Afbeeldingen

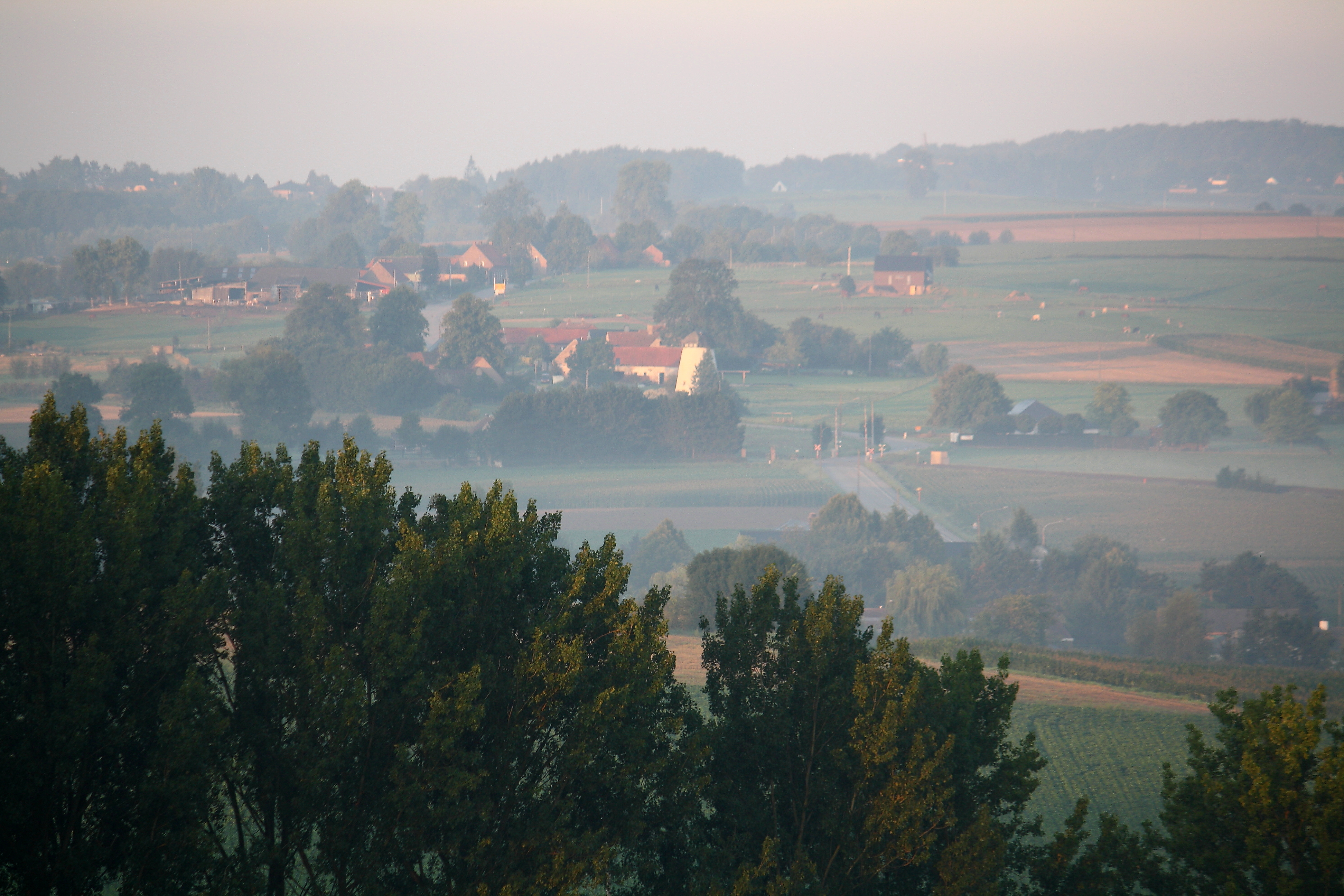
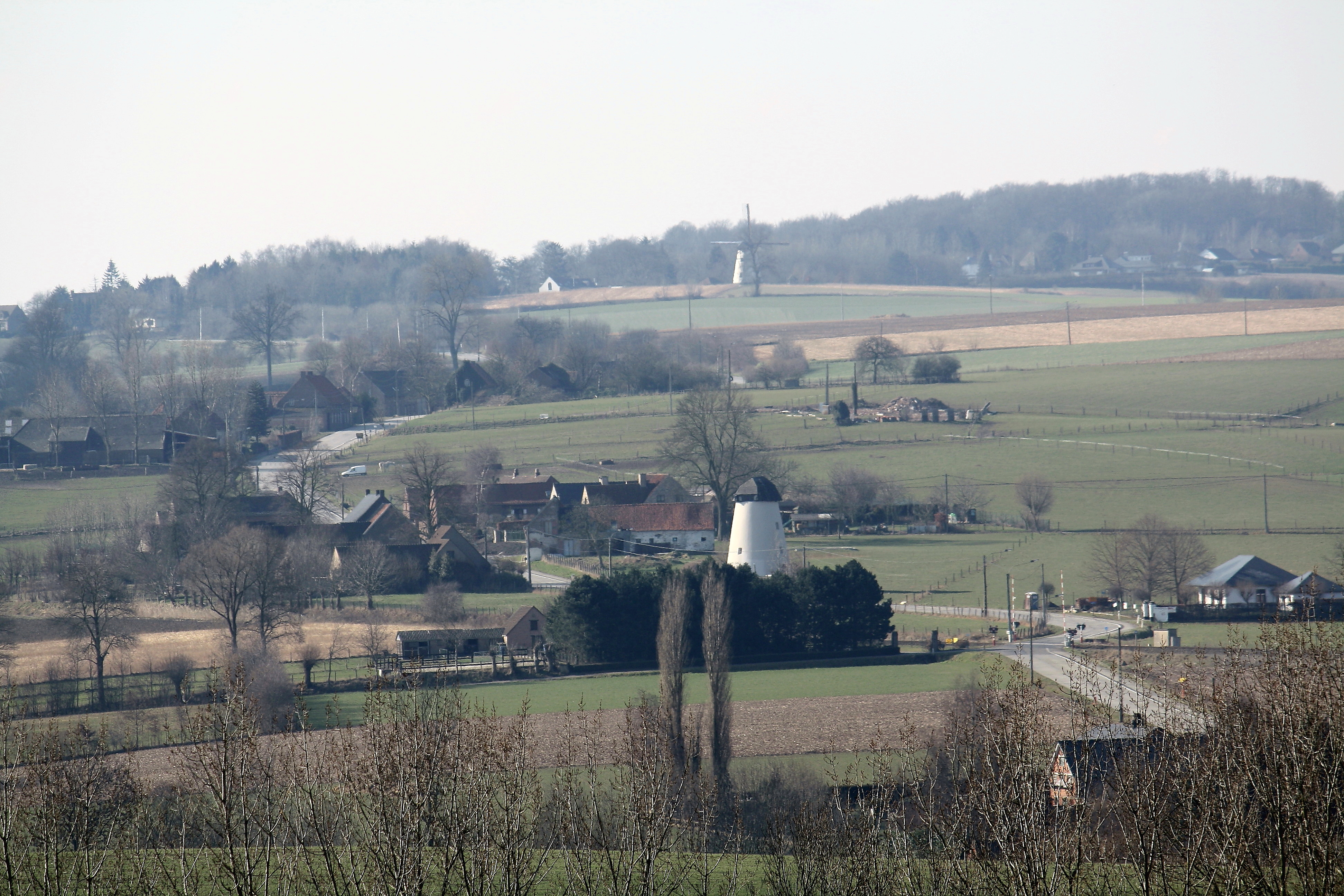
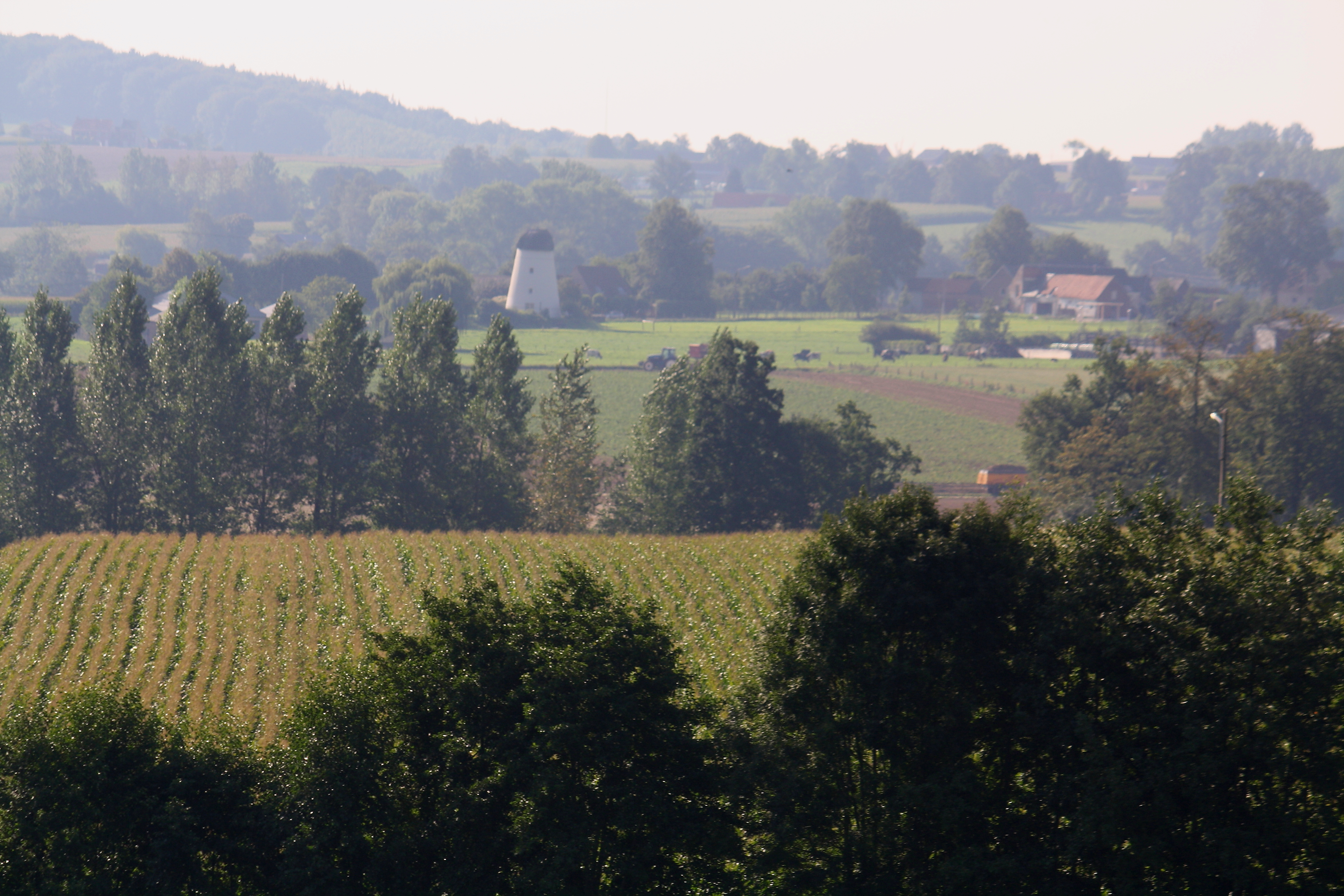

- Inventaris van het Bouwkundig Erfgoed (Vlaanderen): 28035